# Euro Basket 2007 (historieta)
Euro Basket 2007 es una historieta del autor de cómics español Francisco Ibáñez, perteneciente a su serie Mortadelo y Filemón y publicada originariamente en 2007.

## Trayectoria editorial
Publicada en 2007 en formato álbum como número 116 de Magos del Humor y más tarde como n.º 178 de la Colección Olé.

## Sinopsis
Los Agentes de la T.I.A. Mortadelo y Filemón, reciben una nueva misión que consiste en encontrar dentro de los balones del Euro Basket 2007 un mensaje secreto que dará la orden entre una guerra entre Oriente y Occidente, más concretamente entre Argentina y Egipto para ello se deberán infiltrar en la selección española de baloncesto y actuar como uno más y a su vez proteger a los jugadores en especial a la estrella del equipo Pau Gasol, Mortadelo y Filemón cumplirán la misión aunque esto tendrá nefastas consecuencias para el equipo español. Al final, resulta que el mensaje no tenía nada que ver con ninguna guerra: Rompetechos, quien alertó a la T.I.A. de la futura guerra, sufrió un error por culpa de su ceguera.